# Апшеронск
Апшеро́нск — город на юге России, в Краснодарском крае. Административный центр Апшеронского муниципального района и Апшеронского городского поселения.

## Этимология
Основан в 1863 году как переселенческая станица при лагере Апшеронского полка русской армии (полк получил название по месту расквартирования при Апшеронском порте во время персидского похода Петра I, 1722—1723 годы). По полку станица стала называться Апшеронская, с 1947 года — город Апшеронск.

## География
Город расположен на северном склоне Главного Кавказского хребта, в долине реки Пшеха (левый приток реки Белая). Находится в 105 км к юго-востоку от Краснодара и в 45 км от Майкопа (по дороге). Средние высоты на территории города составляют 203 метра над уровнем моря.

## Климат
| Показатель                                    | Янв. | Фев. | Март | Апр. | Май  | Июнь | Июль | Авг. | Сен. | Окт. | Нояб. | Дек. | Год  |
| --------------------------------------------- | ---- | ---- | ---- | ---- | ---- | ---- | ---- | ---- | ---- | ---- | ----- | ---- | ---- |
| Средний суточный максимум, °C                 | 4,0  | 4,0  | 7,8  | 14,5 | 19,6 | 23,2 | 26,8 | 26,2 | 21,6 | 16,2 | 10,0  | 5,1  | 15,0 |
| Средняя температура, °C                       | 1,8  | 1,4  | 4,9  | 10,8 | 15,6 | 19,4 | 22,8 | 22,4 | 18,1 | 12,9 | 7,2   | 2,9  | 11,7 |
| Средний суточный минимум, °C                  | −0,5 | −1,2 | 1,8  | 6,8  | 11,2 | 15,3 | 18,6 | 18,2 | 14,1 | 9,5  | 4,6   | 0,5  | 8,9  |
| Норма осадков, мм                             | 92   | 79   | 74   | 73   | 77   | 93   | 73   | 70   | 72   | 88   | 98    | 110  | 999  |
| Источник: Метеостатистика Краснодарского края |      |      |      |      |      |      |      |      |      |      |       |      |      |

## История
Станица Апшеронская была основана в 1863 году как поселение при лагере Апшеронского полка русской армии. Полк получил название по месту расквартирования при Апшеронском порте (остров Пираллахи у Апшеронского полуострова, сейчас один из районов Баку) во время Персидского похода Петра I в 1722–1723. 
Апшеронский полк был послан усмирить черкесский аул Хадыжи и стал лагерем примерно в 20 км, у впадения реки Тухи в Пшеху. Вокруг лагеря возникла станица. Александр II соизволил высочайше утвердить станицу Апшеронскую приказом от 3 сентября 1863 года. А в 1864 году на месте покинутого аула Хадыжи возникла станица Хадыженская. 
В годы Гражданской войны станица не раз переходила из рук в руки. 
В ночь с 20 на 21 июля 1920 года вооружённый отряд бело-зелёных дезертиров, оперировавший в районе, после трехчасового боя в беспорядке далее, обходным путем, отступил на станицу Апшеронская. Во главе банды стоял полковник, (фамилия последнего не установлена). Инициаторами организации банды являлось офицерство, бежавшее из-под надзора Советских властей, а также местные кулаки. Пополнялась банда дезертирами из окружающих станиц Кубобласти, которые прибывали ежедневно в числе от 20-30 человек.
В ответ на отдельные выступления мятежных казаков Советская власть развернула репрессии в отношении жителей района,оказывавшим помощь бело-зеленым.
В конце сентября 1920 года отряд ЧОНа (части особого назначения Красной армии) арестовал в станице Апшеронской всех казаков, а оказавших вооружённое сопротивление 118 казаков порубил.
Подробности трагедии стали известны благодаря расследованию А. Ф. Орлова — правнука одного из убитых. На месте гибели казаков воздвигнут шестиметровый Поклонный Крест (сейчас это территория городского парка), возле которого казаки проводят митинги и служат панихиды памяти павших. Крест воздвигнут по инициативе атамана апшеронского казачьего войска Пылина Анатолия Михайловича и силами местных казаков.
В 1931 году станица была преобразована в рабочий посёлок Апшеронский, а райцентр был перенесён в станицу Апшеронскую.
В годы Великой Отечественной войны деревня была оккупирована с 14 августа 1942 года по 27 января 1943 года.
23 октября 1947 году рабочий посёлок Апшеронский получил статус города и имя Апшеронск.

## Население
| 1926    | 1939    | 1959    | 1967    | 1970    | 1979    | 1989    | 1992    | 1996    | 1998    |
| ------- | ------- | ------- | ------- | ------- | ------- | ------- | ------- | ------- | ------- |
| 4615    | ↗22 525 | ↗29 837 | ↗33 000 | ↘32 867 | ↗33 324 | ↗34 505 | ↗35 300 | ↗37 300 | →37 300 |
| 2001    | 2002    | 2005    | 2006    | 2007    | 2008    | 2009    | 2010    | 2011    | 2012    |
| ↘37 200 | ↗39 608 | ↘39 600 | ↘39 500 | ↗39 600 | ↗40 000 | ↗40 061 | ↗40 225 | ↘40 200 | ↗40 287 |
| 2013    | 2014    | 2015    | 2016    | 2017    | 2018    | 2019    | 2020    | 2021    | 2023    |
| ↘40 266 | ↘40 199 | ↗40 244 | ↗40 349 | ↘40 239 | ↘40 016 | ↘39 762 | ↘39 488 | ↗40 289 | ↘39 577 |
| 2025    |         |         |         |         |         |         |         |         |         |
| ↘39 047 |         |         |         |         |         |         |         |         |         |

На 1 января 2025 года по численности населения город находился на 380-м месте из 1124 городов Российской Федерации.
Национальный состав
По данным Всероссийской переписи населения 2010 года:
| Народ                     | Численность, чел. | Доля от всего населения, % |
| ------------------------- | ----------------- | -------------------------- |
| русские                   | 34 654            | 86,15 %                    |
| армяне                    | 3 107             | 7,72 %                     |
| украинцы                  | 548               | 1,36 %                     |
| другие                    | 1 589             | 3,95 %                     |
| не указана национальность | 327               | 0,81 %                     |
| Всего                     | 40 225            | 100,0 %                    |

## Экономика
- Леспромхоз, лесхоз, лесокомбинат (выпускают пиломатериалы, фанеру, шпон, паркет, тару и др.).
- Апшеронская узкоколейная железная дорога.
- Рыбоперерабатывающая промышленность.
- Производство столешниц из искусственного камня.

Во времена СССР работал крупный деревообрабатывающий завод (ДОК) — ПДО «Апшеронск», около 3500 рабочих трудились в 3 смены. К 1995 году завод полностью остановился, так как древесина была в основном из Сибири. Также мощные предприятия Апшеронска времен СССР: «Лесхозмаш», «ОЭЗ», «ЗТО». Работал Апшеронский леспромхоз — свыше тысячи сотрудников. К 2015 году был построен завод МДФ с инвестициями 9.5 млрд руб., но так и не заработал. В настоящий момент в городе одно относительно крупное предприятие — Лессельмаш (почвообрабатывающие дисковые бороны для тракторов). Экономика держится на нескольких десятках лесопилок, производстве шпона и паркета, 4-х рыбокомбинатах (рыбу везут из Санкт-Петербурга), муниципальных учреждениях.

## Транспорт
Апшеронская узкоколейная железная дорога — крупнейшая горная узкоколейная железная дорога на территории России.
Железнодорожные станции Апшеронская и Нефтегорская — тупик на ветке от линии «Армавир—Туапсе».
Железная дорога соединяет город с Белореченском, Хадыженском, Курганинском.
С автостанции города автобусы отправляются в Анапу, Краснодар, Майкоп, Хадыженск, Горячий Ключ, Геленджик, Новороссийск.

## СМИ
Газета «Апшеронский рабочий».

## Религия
- Русская православная церковь представлена в Апшеронске церковью Покрова Пресвятой Богородицы (Коллективная ул., 41) и монастырём иконы Божией Матери «Нерушимая Стена» (ул. Юдина, 4)
- Армянская апостольская церковь: Сурб Геворг (Подгорная ул., 1)
- Церковь Евангельских Христиан-баптистов «Возрождение»
- Церковь адвентистов седьмого дня

## Достопримечательности
- Апшеронский историко-краеведческий музей. Годом основания музея считается 2003 год, хотя формирование музейной коллекции началось в конце 1960-х годов и активно продолжалось вплоть до начала 1990-х годов[31].
- Мемориал казакам станицы Апшеронской. Мемориал, заложенный в 2014 году и реконструированный в 2015 году, создан в память о погибших во время событий гражданской и первой мировой войны[32].
- Памятник-бюст Александру Покрышкину. Открыт на территории техникума автомобильного транспорта и сервиса в мае 2015 года[33].
- Стела-памятник в честь лётчика-космонавта Владимира Михайловича Комарова, расположенная в начале улицы Комарова.
- Мемориал Вечный огонь в память о погибших в Великой Отечественной войне, а также дополнен мемориалами в честь погибших воинах в Афганистане и Чеченской республике, расположенный на улице Коммунистическая